# Spencer (cervesa)
Spencer és una marca de cervesa trapista, elaborada per la comunitat monàstica de l'abadia de Saint Joseph situada a Spencer, a l'estat de Massachusetts, al nord-est dels Estats Units.
El 10 de desembre del 2013, va rebre l'autorització per portar el logotip de l'Associació Internacional Trapenca (AIT) en les seves cerveses. És una de les dotze marques de cervesa trapistes del món, onze de les quals porten el logotip de Authentic Trappist Product present en la seva etiqueta i és l'única cervesa trapista procedent de fora d'Europa.< Totes les varietats tenen el segell concedit per la AIT, autoritzades una a una abans del seu llançament al mercat.

## Varietats

### Clàssiques
- Trappist Ale: és una cervesa rossa que conté 6,5% d'alcohol per volum i es comercialitza en ampolles de 33 i 75cl.[1]
- Trappist Holiday Ale: és una cervesa d'estil Belgian Strong Dark Ale de 9% d'alcohol i en format 75 cl. Va ser llançada el gener de 2015.

### Trapenses d'estil americà
- Trappist Imperial Stout: és una cervesa d'estil imperial stout de 8,7% d'alcohol i en format de 75 cl. Va ser llançada a mitjan gener de 2016.<[3]
- Trappist Índia Pale Ale: és una cervesa d'estil American Índia Pale Ale de 7,2% d'alcohol i en format de 33 cl. Va ser llançada d'a mitjan febrer de 2016.[4]
- Trappist Feierabendbier: és una cervesa d'estil pilsner de 4,7% d'alcohol i en format 33 cl. Va ser llançada al maig de 2016. Feierabendbier és una paraula alemanya que significa literalament cervesa per la fi del jorn de treball o de forma més poètica la cervesa ben merescuda.[5]